# Chamberlain Oguchi
Chamberlain "Champ" Emeka Oguchi (Houston, Texas, 28 de abril de 1986) es un exjugador de baloncesto profesional estadounidense de ascendencia nigeriana. Posee la doble nacionalidad, compitiendo internacionalmente con la selección de Nigeria.

## Trayectoria deportiva

### Universidad
Jugó tres temporadas con los Ducks de la Universidad de Oregón, en las que promedió 6,6 puntos y 1,8 rebotes por partido. En 2007 fue transferido a los Redbirds de la Universidad Estatal de Illinois, donde tras un año en blanco por la normativa de la NCAA,jugó su última temporada universitaria en la que promedió 15,2 puntos y 5,4 rebotes por partido. Fue incluido esa temporada en el segundo mejor quinteto de la Missouri Valley Conference.

### Profesional
Tras no ser elegido en el Draft de la NBA de 2009, fichó por el STB Le Havre de la liga francesa, donde jugó una temporada en la que promedió 7,6 puntos y 1,8 rebotes por partido. Al año siguiente fue elegido por los Maine Red Claws en el puesto 14 de la segunda ronda del Draft de la NBA D-League, regresando a Estados Unidos para jugar con el equipo, donde en una temporada promedió 10,2 puntos y 3,2 rebotes por partido.
En el verano de 2012 jugó en la liga filipina, la liga libanesa, la Copa de Campeones de la WABA y en la liga venezolana. Tras esa aventura, regresó a los Red Claws, donde jugó una segunda temporada en la que promedió 9,0 puntos y 2,3 rebotes por partido.
En 2013 fichó por el Spartak Primorje ruso, y ya en el mes de mayo por el CB Gran Canaria de la liga ACB española, equipo con el que disputa un partido de temporada regular y cuatro de playoffs, promediando 0,8 puntos.
Tras una temporada en blanco, en 2015 fichó por el Anwil Włocławek polaco, con el que ha jugado una temporada en la que promedió 13,7 puntos y 1,9 rebotes por partido. En 2018 llegó a la liga argentina para jugar en Quimsa de Santiago del Estero como jugador temporal en reemplazo de un lesionado del equipo santiagueño. A fines de marzo de ese año dejó el equipo.

### Selección nacional
Es miembro de la selección nacional de Nigeria, con la que debutó en competiciones inbternacionales en el Campeonato FIBA África de 2005. En la edición de 2015, celebrada en Túnez, llevó a su equipo a la consecución del título, promediando 16,6 puntos por partido y siendo elegido MVP del torneo y mejor anotador de tiros de 3 puntos. Fue incluido además en el mejor quinteto del campeonato, junto a su compatriota Al-Farouq Aminu.